# Revolta din Polonia Mare (1794)
Revolta din Polonia Mare din 1794 (în poloneză Powstanie Wielkopolskie 1794 roku) a fost o insurecție militară a polonezilor în Wielkopolska (Polonia Mare) împotriva Regatului Prusiei care ocupase acest teritoriu după cea de-a doua împărțire a Poloniei din 1793.

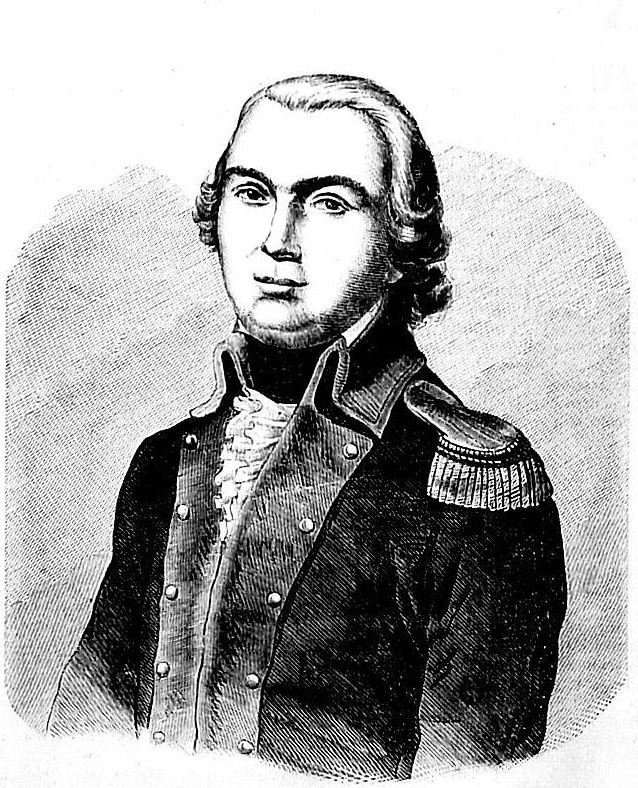
Józef Niemojewski, conducătorul revoltei

Izbucnirea insurecției lui Kościuszko în Polonia centrală în martie 1794 a servit ca o scânteie pentru formarea unităților militare poloneze în teritoriile ocupate, iar polonezii din Polonia Mare au sperat să-și elibereze regiunea. Inițial, Tadeusz Kościuszko, care a inițiat lupta împotriva rușilor în Polonia centrală, nu a vrut să sprijine Revolta din Polonia Mare deoarece își dorea să evite lupta pe două fronturi (la acel moment, Regatul Prusiei se afla nominal într-o alianță cu Polonia împotriva Rusiei). Ca urmare, insurecția planificată în Polonia Mare aproape că s-a încheiat înainte de a începe. Cu toate acestea, situația s-a schimbat în iunie 1794, când prusacii și-au declarat sprijinul pentru Rusia Țaristă și i-au oferit sprijin militar în înăbușirea insurecției lui Kościuszko (după victoria sa în Bătălia de la Racławice). Ca urmare, Consiliul Național Suprem a emis o proclamație Către cetățenii Poloniei Mari, chemându-i la arme.
Centrul inițial al revoltei a fost regiunea Cuiavia. Comanda i-a fost încredințată lui Józef Niemojewski, deși multe dintre unitățile din zonă operau independent unele de altele. Primele ciocniri au avut loc pe 20 august. Pe 22 august insurgenții au ocupat orașul Gniezno. Curând după aceea, generalul Paweł Skórzewski a ocupat orașul Konin și alte orașe din zonă. Ca urmare, regele Prusiei, Frederic Wilhelm al II-lea a fost forțat să își retragă o parte din forțele sale din Polonia centrală care asediau Varșovia.

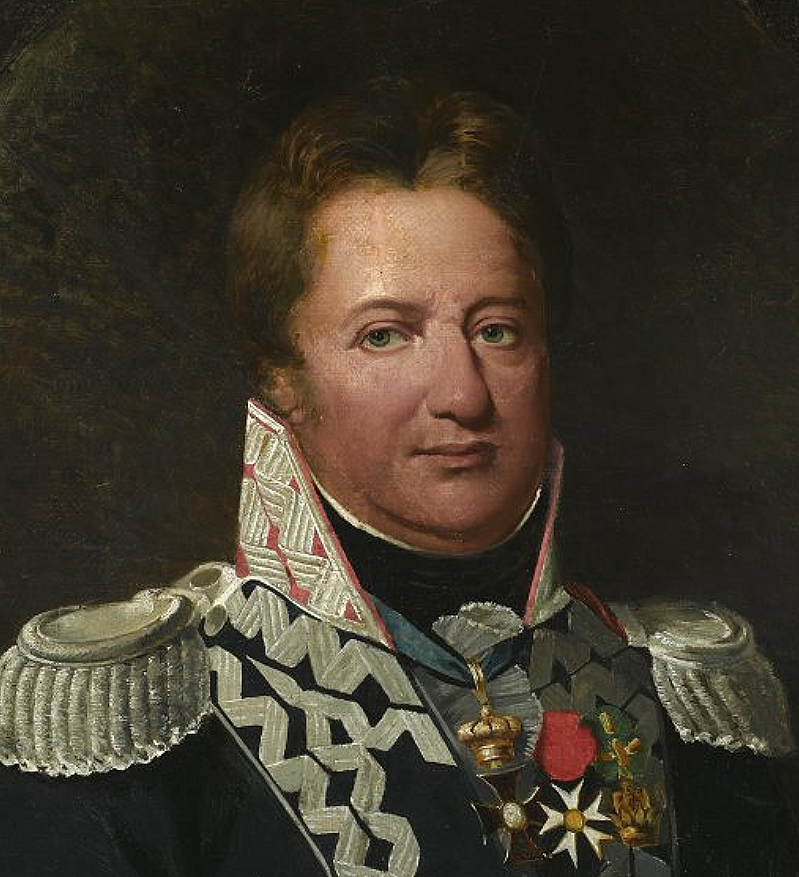
Generalul Jan Henryk Dąbrowski, unul dintre conducătorii revoltei

Un corp polonez condus de Jan Henryk Dąbrowski a capturat orașul Bydgoszcz pe 2 octombrie și a intrat în Pomerania aproape fără opoziție. Dąbrowski a plănuit să ierneze la Bydgoszcz și apoi  să treacă prin Toruń, dar din cauza înfrângerii lui Kościuszko în Bătălia de la Maciejowice a decis să părăsească Polonia Mare și să deplaseze către Polonia centrală. Deși datorită mobilității forțelor sale el a scăpat din încercuirea armatei prusace, mult mai puțin mobile, prusacii au recapturat cele mai multe dintre orașele ocupate de insurgenți în ultimele câteva luni.
Dąbrowski a încercat fără succes să-l convingă pe succesorul lui Kościuszko, Tomasz Wawrzecki, să mute insurecția din Polonia centrală către teritoriile ocupate de prusaci. Pe 17 noiembrie 1794, ultimele unități poloneze din Polonia centrală au capitulat în fața rușilor la Radoszyce. Unitățile de insurgenți din Polonia Mare au continuat să ducă lupte până la mijlocul lunii decembrie. Revolta a primit un nou suflu atunci când un erou al luptelor de la Varșovia și unul dintre coloneii lui Kościuszko, cizmarul Jan Kiliński (care se născuse la Trzemeszno), a sosit în Polonia Mare pentru a încerca să reorganizeze forțele poloneze. Cu toate acestea, el a fost capturat  de prusaci la scurt timp și predat rușilor.
La sfârșitul revoltei, Dąbrowski a primit oferte să se alăture armatelor rusești și prusace, dar le-a refuzat și a emigrat în străinătate. El a organizat Legiunile Poloneze din Italia, care au luptat alături de Napoleon în războaiele din anii următori. Niemojewski a emigrat, de asemenea, în Franța și a servit în armata lui Napoleon unde a ajuns în cele din urmă la gradul de general de brigadă.